# Philip Crosbie Morrison
Pour les articles homonymes, voir Morrison.
Philip Crosbie Morrison, né en 1900 à Melbourne et mort en 1958, était un naturaliste et journaliste scientifique australien. Il fut notamment éditeur-fondateur de Wild Life, magazine australien d'histoire naturelle et de conservation de la nature. Il a été président de la Royal Society of Victoria.
Il a reçu le Australian Natural History Medallion.